# Помароло (Пјаченца)
Помароло (итал. Pomarolo) је насеље у Италији у округу Пјаченца, региону Емилија-Ромања.
Према процени из 2011. у насељу је живело 18 становника. Насеље се налази на надморској висини од 739 м.